# Transtorno delirante
O transtorno delirante é uma doença mental geralmente rara em que uma pessoa sofre de delírios, mas não de alucinações proeminentes, transtornos do pensamento, transtornos do humor ou embutamento afetivo. Os delírios são um sintoma específico de psicose. Delírios podem ser bizarros ou não bizarros no conteúdo;  delírios não bizarros são crenças falsas fixas que envolvem situações que ocorrem na vida real, como ser ferido ou envenenado. Além dos delírios, as pessoas com transtorno delirante podem continuar a se socializar e a funcionar de maneira normal sem apresentarem comportamento estranho. No entanto, a preocupação com idéias delirantes pode ser perturbadora para as suas vidas no geral.
Para que o diagnóstico seja dado, as alucinações auditivas e visuais não podem ser proeminentes, embora possam estar presentes alucinações olfativas ou táteis relacionadas ao conteúdo do delírio. Os delírios não podem ser devidos aos efeitos de uma droga, medicamento ou condição médica, e o transtorno delirante não pode ser diagnosticado num indivíduo previamente diagnosticado com esquizofrenia . Uma pessoa com transtorno delirante pode apresentar alto desempenho na vida diária. Metanálises recentes e abrangentes de estudos científicos apontam para uma associação entre uma deterioração em aspectos do QI em pacientes psicóticos, em particular no raciocínio perceptivo.
De acordo com o psiquiatra alemão Emil Kraepelin, os pacientes com transtorno delirante permanecem coerentes, sensatos e razoáveis.  O Manual Diagnóstico e Estatístico de Transtornos Mentais (DSM) define seis subtipos do transtorno classificados como erotomaníaco (crença de que alguém está apaixonado pelo paciente), grandioso (crença de que se é a pessoa maior ou mais forte, mais rápida, mais rica ou mais inteligente), ciumento (crença de que se está a ser traído), persecutório (delírios de que algo ou alguém próximo está a perseguir ou a planear fazer mal ao paciente), somático (crença de que se tem uma doença ou condição médica), e misto, ou seja, tendo características de mais de um subtipo. Os delírios também ocorrem como sintomas de muitos outros transtornos mentais, especialmente outros transtornos psicóticos .
Psicólogos, bem como, o DSM-IV concordam que as crenças pessoais devem ser avaliadas com grande respeito às diferenças culturais e religiosas, uma vez que algumas culturas têm crenças amplamente aceitas que podem apenas ser consideradas delirantes noutras culturas.

## Classificação
O diagnóstico de um tipo específico de transtorno delirante às vezes pode ser feito com base no conteúdo dos delírios. O Manual Diagnóstico e Estatístico de Transtornos Mentais (DSM) enumera sete tipos:
- Tipo erotomaníaco (erotomania): ilusão de que outra pessoa, muitas vezes uma figura proeminente, está apaixonada pelo indivíduo. O indivíduo pode infringir a lei na medida em que tenta obsessivamente fazer contato com a pessoa desejada.
- Tipo grandioso (megalomania): ilusão de poder, conhecimento ou identidade maiores do que na realidade são; ou acreditar ser uma pessoa famosa, alegando que a pessoa que o realmente é, é uma impostora ou imitadora.
- Tipo ciumento: ilusão de que o parceiro sexual do indivíduo é infiel quando isso não é verdade. O paciente pode seguir o parceiro, verificar SMSs, e-mails, telefonemas etc. na tentativa de encontrar "evidências" da infidelidade.
- Tipo persecutório: esta ilusão é um subtipo comum. Inclui a crença de que a pessoa (ou alguém de quem a pessoa é próxima) está a ser tratada malevolamente. O paciente pode acreditar que foi drogado, espionado, prejudicado, assediado e assim por diante e pode tentar buscar "justiça" fazendo denúncias ou até mesmo agindo de forma violenta.
- Tipo somático: delírios caracterizados pela ilusão de sofrer de alguma doença ou deficiência.
- Tipo misto: delírios com características de mais de um dos tipos acima, mas sem predomínio de um tema.
- Tipo não especificado: delírios que não podem ser claramente determinados ou caracterizados em qualquer das categorias específicas.[10]

## Sinais e sintomas
A sintomatologia seguinte pode indicar um delírio:
1. O paciente expressa uma ideia ou crença com persistência incomum, mesmo quando as evidências sugerem o contrário.
2. Essa ideia parece ter uma influência indevida na vida do paciente, e o modo de vida costuma ser alterado de forma inexplicável.
3. Apesar da sua profunda convicção, muitas vezes há um certo segredo ou suspeita quando o paciente é questionado sobre isso.
4. O indivíduo tende a não apresentar sentido de humor e a ser hipersensível, especialmente quanto à crença.
5. Existe uma qualidade de centralidade: não importa o quão improvável seja que essas coisas estranhas estejam a acontecer ao paciente, ele aceita-as de forma relativamente inquestionável.
6. Uma tentativa de contradizer a crença provavelmente despertará uma forte reação emocional inadequada, frequentemente com irritabilidade e hostilidade. Eles não aceitaram nenhuma outra opinião.
7. A crença é, no mínimo, improvável e não condiz com a formação social, cultural e religiosa do paciente.
8. O paciente é de forma exagerada emocionalmente investido na crença a ponto de oprimir outros elementos da sua psique .
9. O delírio, se manifestado, frequentemente leva a comportamentos anormais e/ou fora do comum, embora talvez compreensíveis à luz das crenças delirantes.
10. Indivíduos que conhecem o paciente observam que a crença e o comportamento são atípicos e estranhos.

As características adicionais do transtorno delirante incluem o seguinte:
1. É um distúrbio primário.
2. É um distúrbio estável caracterizado pela presença de delírios aos quais o paciente se apega com extraordinária tenacidade.
3. A doença é crónica e frequentemente vitalícia.
4. Os delírios são construídos de forma lógica e internamente consistentes.
5. Os delírios não interferem com o raciocínio lógico geral (embora dentro do sistema delirante a lógica seja pervertida) e geralmente não há distúrbio geral de comportamento. Se o comportamento perturbado ocorre, ele está diretamente relacionado às crenças delirantes.
6. O indivíduo experimenta um elevado senso de autorreferência. Eventos que, para outros, não são significativos, têm enorme significado para ele ou ela, e a atmosfera em torno dos delírios é altamente carregada.

No entanto, isso não deve ser confundido com gaslighting, onde uma pessoa nega a verdade e faz com que a vítima pense que está a delirar.

## Gaslighting
Às vezes, uma crença correta pode ser confundida por um delírio, como quando a crença em questão não é comprovadamente falsa, mas, mesmo assim, é considerada improvável. Uma variante específica disso é quando uma pessoa é enganada na tentativa de convencê-la de que está a delirar, um processo chamado de "gaslighting", após a peça Gas Light de 1938, cujo enredo girava em torno do processo.
Gaslighting é frequentemente usado por pessoas com transtorno de personalidade antissocial ou narcisista. Nem sempre a manipulação é intencional, por exemplo, se uma pessoa ou grupo de pessoas pretender mentir ou encobrir um problema, isso pode fazer com que a vítima também sofra de gaslighting.

## Críticas
Noutras situações, a ilusão pode revelar-se uma crença verdadeira. Por exemplo, no ciúme delirante, onde uma pessoa acredita que o parceiro está a ser infiel (em casos extremos, talvez indo tão longe a ponto de seguir o parceiro até à casa de banho, com a crença de que o outro está a ver o amante mesmo durante uma separação breve), pode ser verdade que o parceiro esteja tendo relações sexuais com outra pessoa. Nesse caso, o delírio não deixa de ser um delírio só porque o conteúdo posteriormente se mostra como verdadeiro ou o parceiro realmente optou por se envolver no comportamento de que estava a ser acusado.
Noutros casos, o delírio pode ser erroneamente considerado falso por um médico ou psiquiatra que avalia a crença, apenas porque parece improvável, bizarro ou considerado com excessiva convicção. Os psiquiatras raramente têm tempo ou recursos para verificar a validade das afirmações de uma pessoa, levando a que algumas crenças verdadeiras sejam erroneamente classificadas como delirantes. Isso é conhecido como efeito Martha Mitchell, em homenagem à esposa do procurador-geral que alegou que estava ocorrendo atividade ilegal na Casa Branca. Na época, as suas alegações eram consideradas sinais de doença mental, e somente depois que o escândalo Watergate foi revelado, é que se provou que ela estava certa (e, portanto, sã).
Fatores semelhantes levaram a críticas à definição de Jaspers acerca de delírios verdadeiros como sendo, em última análise, 'incompreensíveis'. Críticos (como RD Laing) argumentaram que isso leva ao diagnóstico de delírios com base na compreensão subjetiva de um psiquiatra em particular, que pode não ter acesso a todas as informações que poderiam tornar uma crença interpretável de outra forma.
Outra dificuldade com o diagnóstico de delírios é que quase todas essas características podem ser consideradas crenças "normais". Muitas crenças religiosas possuem exatamente as mesmas características, mas não são universalmente consideradas delirantes. Por exemplo, se uma pessoa mantinha uma crença verdadeira, é claro que ela persistirá. Isso pode fazer com que o distúrbio seja mal diagnosticado por psiquiatras. Esses fatores levaram o psiquiatra Anthony David a observar que "não existe uma definição aceitável (ao em vez de aceita) de delírio".

## Causas
As causas do transtorno delirante são desconhecidas, mas a genética, bioquímica, fatores ambientais costumam ser responsáveis pelo desenvolvimento desta patologia. Algumas pessoas com transtornos delirantes podem sofrer de desequilíbrios na produção de neurotransmissores, que são as substâncias químicas responsáveis por receber e enviar mensagens ao cérebro. Hereditariedade, imigração (geralmente por razões persecutórias), abuso de drogas, stress excessivo, estar casado, estar empregado, ser de baixos status socioeconómicos, celibato no caso dos homens, e viuvez nas mulheres parecem ser fatores de risco. O transtorno delirante é atualmente classificado como pertencendo ao mesmo espectro de doenças como a esquizofrenia, apesar dos sofredores, no geral, parecerem ter sintomas menos severos e serem mais funcionais.

## Diagnóstico
O diagnóstico diferencial inclui descartar outras causas, como doenças induzidas por drogas, demências, infecções, distúrbios metabólicos e distúrbios endócrinos . Outros transtornos psiquiátricos devem ser descartados. No transtorno delirante, sintomas anormais de humor tendem a ser breves ou ausentes e, ao contrário da esquizofrenia, os delírios não são bizarros e as alucinações são mínimas ou ausentes.
As consultas são instrumentos importantes para obter informações acerca da vid do paciente e do seu passado para ajudar a obter um diagnóstico correto. Os profissionais normalmente revêem prontuários médicos para ter o histórico completo. Eles também tentam entrevistar a família do paciente, pois isto pode ajudar a determinar a presença de delírios. O exame do estado mental é usado para avaliar o estado mental atual do paciente.
O questionário psicológico usado no diagnóstico do transtorno delirante é o Inventário de Experiências Delirantes de Peters, que foca-se na identificação e compreensão do pensamento delirante. Contudo, este inventário é mais usado para pesquisa/investigação do que propriamente num contexto de consulta.
Para diagnosticar um delírio não-bizarro como um delírio, amplo suporte deve ser dado para comprovar o diagnóstico. No caso de delírios não-bizarros a Psych Central nota que "Todas as situações deliradas podem ser verdadeiras ou possíveis, mas a pessoas que sofre deste distúrbio sabe que não o são (através de, por exemplo, confirmações por outrem, evidências, etc.)."

## Tratamento
Um desafio no tratamento de transtornos delirantes é que a maioria dos pacientes tem uma visão limitada e não reconhece que um problema exista. A maioria dos pacientes é tratada ambulatoriamente, embora a hospitalização possa ser necessária em alguns casos se houver risco deste se ferir a si mesmo ou a terceiros.  A psicoterapia individual é recomendada ao em vez de psicoterapia de grupo, pois os pacientes costumam ser bastante desconfiados e sensíveis.  Antipsicóticos não costumam funcionar e muitas vezes não têm efeito sobre o delírio.  Os antipsicóticos podem ser mais úteis no controle da agitação que pode acompanhar o transtorno delirante.  Até que mais evidências sejam encontradas, parece razoável oferecer tratamentos que tenham eficácia noutros transtornos psicóticos.
A psicoterapia para pacientes com transtorno delirante pode incluir terapia cognitiva que é conduzida com o uso de empatia . Durante o processo, o terapeuta pode fazer perguntas hipotéticas na forma de questionamento socrático terapêutico. Esta terapia foi estudada principalmente em pacientes que sofrem de delírios persecutórios. A combinação de farmacoterapia com terapia cognitiva integra o tratamento dos possíveis problemas biológicos subjacentes e a redução dos sintomas com psicoterapia. A psicoterapia é considerada a forma mais útil de tratamento devido à confiança formada no relacionamento entre o paciente e o terapeuta.
Terapia também mostrou-se útil. O seu objetivo é facilitar a adesão ao tratamento e orientar sobre a doença e o seu tratamento.
Além disso, fornecer treinamento em habilidades sociais ajudou muitas pessoas. Pode promover a competência interpessoal, bem como a confiança e o conforto ao interagir com os indivíduos considerados uma ameaça .
A terapia orientada para o insight raramente é indicada; no entanto, há relatos de tratamentos bem-sucedidos. Os seus objetivos são desenvolver aliança terapêutica, contenção de sentimentos de ódio projetados, impotência e maldade; interpretação medida, bem como o desenvolvimento de um senso de dúvida criativa na percepção interna do mundo. Este último requer empatia com a posição defensiva do paciente.

## Epidemiologia
Os transtornos delirantes são incomuns na prática psiquiátrica, embora isso possa ser uma subestimação, devido ao fato das pessoas afetadas não terem percepção e, portanto, evitarem uma avaliação psiquiátrica. A prevalência desta condição é de cerca de 24 a 30 casos por 100.000 pessoas, enquanto que 0,7 a 3,0 novos casos por 100.000 pessoas são relatados a cada ano. O transtorno delirante é responsável por 1–2% das admissões em instituições de saúde mental para pacientes internados. A incidência de primeiras admissões por transtorno delirante é menor, de 0,001 a 0,003%.
O transtorno delirante tende a aparecer a meio ou no final da vida adulta e, na maioria das vezes, as primeiras internações hospitalares por causa do transtorno delirante ocorrem entre os 33 e 55 anos. É mais comum em mulheres do que homens, e os imigrantes parecem correr maior risco.

## Na cultura popular
No thriller psicológico Shutter Island de 2010, dirigido por Martin Scorsese e estrelado por Leonardo DiCaprio, o transtorno delirante é retratado junto com outros transtornos. Um filme indiano Anantaram (Posteriormente) dirigido por Adoor Gopalakrishnan também retrata a natureza complexa dos delírios. O enredo do filme francês Bem Me Quer, Mal Me Quer gira em torno de um caso de erotomania .